# Jan Grégoire
Johannes Hubertus (Jan) Grégoire (Maastricht, 11 september 1887 - Amsterdam, 11 februari 1960) was een Nederlands kunstschilder en graficus.

## Leven en werk
Jan (ook: Jean) Grégoire volgde een opleiding aan de École Normale des Arts du Dessin in Brussel. Hij leerde schilderen van Rob Graafland. In 1910 vestigde hij zich in Amsterdam, waar hij de Rijksakademie van beeldende kunsten bezocht (1913-1915). Hij was lid van Arti et Amicitiae en schilderde onder meer portretten, stillevens en landschappen.
Jan Grégoire werd stamvader van een kunstenaarsfamilie. Zijn zoon Paul Grégoire werd beeldhouwer. Van zijn kleinkinderen werd Pépé beeldhouwer en Kenne en Hélène schilders en Jaime van Eijkelenborg beeldend kunstenaar. Eind 2008 - begin 2009 werd in het Voerman Museum Hattem een tentoonstelling gehouden, waar werk van drie generaties Grégoire te zien was.

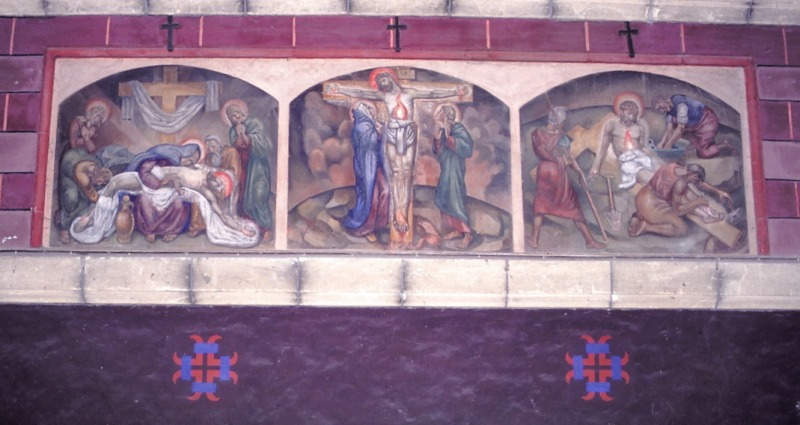
Kruiswegstaties door Jan Grégoire in de Sint-Lambertuskerk (Maastricht)
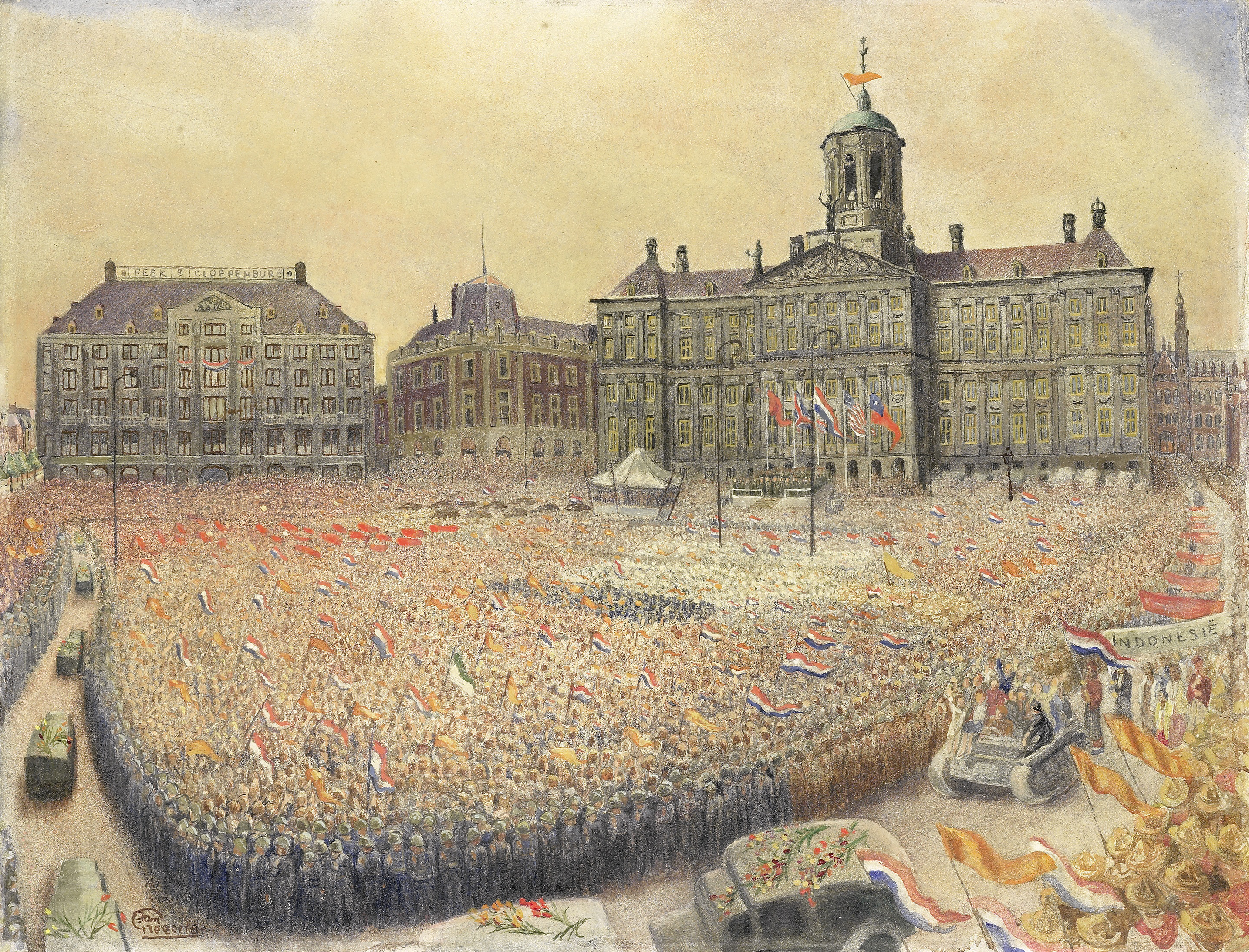
Bevrijdingsfeest op de Dam

- Biografisch Portaal: 62241845
- Digitale Bibliotheek voor de Nederlandse Letteren: greg001
- Gemeinsame Normdatei: 174214685
- International Standard Name Identifier: 0000 0000 4266 1094
- Library of Congress Control Number: no91021129
- Nederlandse Thesaurus van Auteursnamen: 103920412
- RKD-Nederlands Instituut voor Kunstgeschiedenis: 33616
- Union List of Artist Names: 500632587
- Virtual International Authority File: 9409451
- WorldCat: E39PBJmP48bFD9GQJ93qKcM3wC